# Nicrophorus marginatus
Nicrophorus marginatus es una especie de escarabajo enterrador del género Nicrophorus, categorizada en la tribu Nicrophorini, de la subfamilia Nicrophorinae. Fue descrita por Fabricius en 1801.

## Distribución
Se distribuye por América del Norte: Canadá (Alberta), México y Estados Unidos de América (Arizona, California, Colorado, Illinois, Iowa, Massachusetts, Minnesota, Misuri, Nebraska y Nuevo México.